# Holigarna albicans
Holigarna albicans är en sumakväxtart som beskrevs av Joseph Dalton Hooker. Holigarna albicans ingår i släktet Holigarna och familjen sumakväxter. Inga underarter finns listade i Catalogue of Life.